# Glaucina bilineata
Glaucina bilineata là một loài bướm đêm trong họ Geometridae.